# Villafranca de Duero
Villafranca de Duero é um município da Espanha na província de Valladolid, comunidade autónoma de Castela e Leão, de área 10,53 km² com população de 374 habitantes (2004) e densidade populacional de 35,52 hab/km².

## Demografia
| Variação demográfica do município entre 1991 e 2004 | Variação demográfica do município entre 1991 e 2004 | Variação demográfica do município entre 1991 e 2004 | Variação demográfica do município entre 1991 e 2004 |
| --------------------------------------------------- | --------------------------------------------------- | --------------------------------------------------- | --------------------------------------------------- |
| 1991                                                | 1996                                                | 2001                                                | 2004                                                |
| 437                                                 | 402                                                 | 355                                                 | 374                                                 |